# Devichil
Devichil (Shin Megami Tensei Debichiru?) er en Japansk anime produceret i 2000, der består af 50 afsnit og er inspireret af videospillet Shin Megami Tensei: Devil Children's Black Book / Red Book, der er udgivet af Atlus. Den blev vist for første gang i Japan på TV Tokyo i oktober 2000. Hele serien er opdelt i 2 sæsoner, herunder består den første af 26 afsnit, den anden af 24. I Holland sendes den på Nickelodeon, og i Danmark sendes den på Disney Channel.
I februar 2005 udgav Mondo Home Entertainment de første 24 afsnit på 4 dvd'er

## Dubbing
| Tegn                   | Originale stemmeskuespillere | Dansk stemmeskuespillere |
| ---------------------- | ---------------------------- | ------------------------ |
| Setsuna Kai            | Shōtarō Morikubo             | Mathias Klenske          |
| Mirai Kaname           | Yukana                       | Harvelia Bokmal          |
| Cool                   | Kikuko Inoue                 | Simon Stenspil           |
| Veil                   | Chiaki Ōsawa                 | Annevig Schelde Ebbe     |
| Abadon                 |                              |                          |
| Fenril                 | Mitsuo Iwata                 |                          |
| Jack Frost             |                              |                          |
| Mecchi                 |                              |                          |
| nonno di Mirai         | Sukekiyo Kameyama            |                          |
| Lucifero               | Ryōtarō Okiayu               |                          |
| Professoressa Kyoko Li | Kikuko Inoue                 |                          |
| Karen                  |                              | Amalie Dollerup          |
| Uchikida               |                              |                          |
| Clockwork Rabbit       |                              |                          |
| Vampiro (Zeta Takajo)  |                              |                          |
| Franken                |                              |                          |
| Nisroch                |                              |                          |
| Vibhisana              |                              | Søren Ulrichs            |

## Internationale udgaver
| Land       | Tv-kanal                     |
| ---------- | ---------------------------- |
| Japan      | TV Tokyo                     |
| Italien    | Italia Teen Television, Hiro |
| Holland    | Nickelodeon                  |
| Frankrig   | France 3                     |
| Spanien    | Clan TVE                     |
| USA        | Disney Channel, Disney XD    |
| Canada     | Family Channel               |
| Danmark    | Disney Channel               |
| Mexico     | Disney XD                    |
| Australien | Disney Channel               |